# Edison Storage Battery Company Building
El Edison Storage Battery Company Building es un edificio ubicado en 177 Main Street y Lakeside Avenue en West Orange, condado de Essex, Nueva Jersey (Estados Unidos). El edificio se agregó al Registro Nacional de Lugares Históricos el 28 de febrero de 1996.
El edificio era una instalación de fabricación de Edison Storage Battery Company para fabricar baterías de níquel-hierro desarrolladas por Thomas Edison en 1901. La fabricación comenzó alrededor de 1903 y se suspendió en 1975 cuando Edison Storage se vendió a Exide .